# 신천중학교 (강원)
신천중학교(新川中學校)는 강원도 영월군 한반도면 신천리에 있었던 공립 중학교이다.

## 학교 연혁
- 1975년 11월 4일 : 신천중학교 설립인가, 6학급
- 1976년 3월 2일 : 신천중학교 개교
- 2020년 1월 3일 : 제42회 졸업(4명) 총졸업생수 1,481명
- 2020년 3월 1일 : 제26대 이경희 교장 부임
- 2020년 3월 23일 : 2020학년도 신입생 입학(2명)
- 2022년 2월 28일 : 46년만에 폐교[2]

## 참고 자료
- 신천중학교 - 한국교육학술정보원 학교알리미